# گورنگی ماتیواتس
گورنگی ماتیواتس (به صربی: Gornji Matejevac) یک منطقهٔ مسکونی در صربستان است که در Pantelej واقع شده‌است.